# Томаш (бан Босне)
Томаш Вукмирић је према казивању дубровачког историчара Мавра Орбина (1563-1614) био шурак босанског бана Борића, који је био ожењен Томашевом сестром по имену Лавица. Према истом извору, Томаш је као један од заповедника босанске војске учествовао у босанско-дубровачком рату, који је вођен наводне 1154. године. У склопу казивања о току и исходу тог рата, Мавро Орбин је у свом Краљевству Словена (1601) описао и погибију Томаша Вукмирића. Пошто је дело овог позног дубровачког историчара једини извор у коме се помињу Томаш и Лавица, историчари их сматрају непотврђеним историјским личностима, а као недовољно поуздано се сматра и казивање о поменутом рату.
Насупрот томе, у савременој историографији и публицистици се јавља неколико теорија о личности, пореклу и историјској улози Томаша Вукмирића, али ни једна од тих теорија нема потврду у историјским иворима.